# Batalla de Brignais
La batalla de Brignais forma parte de la Guerra de los Cien Años que tuvo lugar el 6 de abril de 1362 en Brignais. Las grandes compañías mercenarias derrotan al ejército real francés comandado por Jaime I de Borbón, conde de La Marca y condestable de Francia.

## Contexto
Desde el inicio de la Guerra de los Cien Años, Francia había sido derrotada en Crécy (1346) y Poitiers (1356), donde fue hecho prisionero el rey Juan II de Francia y el delfín Carlos había salido huyendo. No fue liberado hasta 1360. Desde la tregua, las Grandes Compañías de mercenarios (también llamados routiers), sin salario que cobrar, asolan y saquean el campo francés.
A finales de 1361, una compañía de rovers capturó la ciudad fortificada de Brignais. El cabildo de Saint-Just y el senescal de Lyon pidieron ayuda a Juan II de Melun, conde de Tancarville, que, a su vez, pidió el apoyo del rey. Las milicias de Lyon y las fuerzas de los señores feudales locales fueron colocadas bajo la bandera del condestable Jaime de Borbón, conde de La Marche. Se le uniría un segundo ejército procedente de Borgoña. Al enterarse de que la gente está tratando de desalojarlos, los tard-venus de los alrededores se unen para resistir mejor.

## Desarrollo
El ejército real avanzó hacia Brignais el 6 de abril de 1362, procedente de Saint-Genis-Laval.
Existen dos versiones sobre el curso de esta batalla.
Según Matteo Villani, Jaime de Borbón, sin esperar refuerzos, intentó recuperar Brignais. Al ver rechazados sus asaltos, tuvo que acampar con sus tropas frente a la ciudad. Luego, parte del ejército de tard-venus se separó del resto para saquear Forez. Al enterarse de que la guarnición de Brignais estaba en dificultades, regresaron a marcha forzada para ayudarla. Aprovechando el efecto sorpresa y la altura del terreno de Barolles, estos routiers que Villani dice que estaban comandados por Petit Meschin atacaron en mitad de la noche el campamento del ejército de Jaime de Borbón, mientras los fortificados en la localidad realizaban una salida.

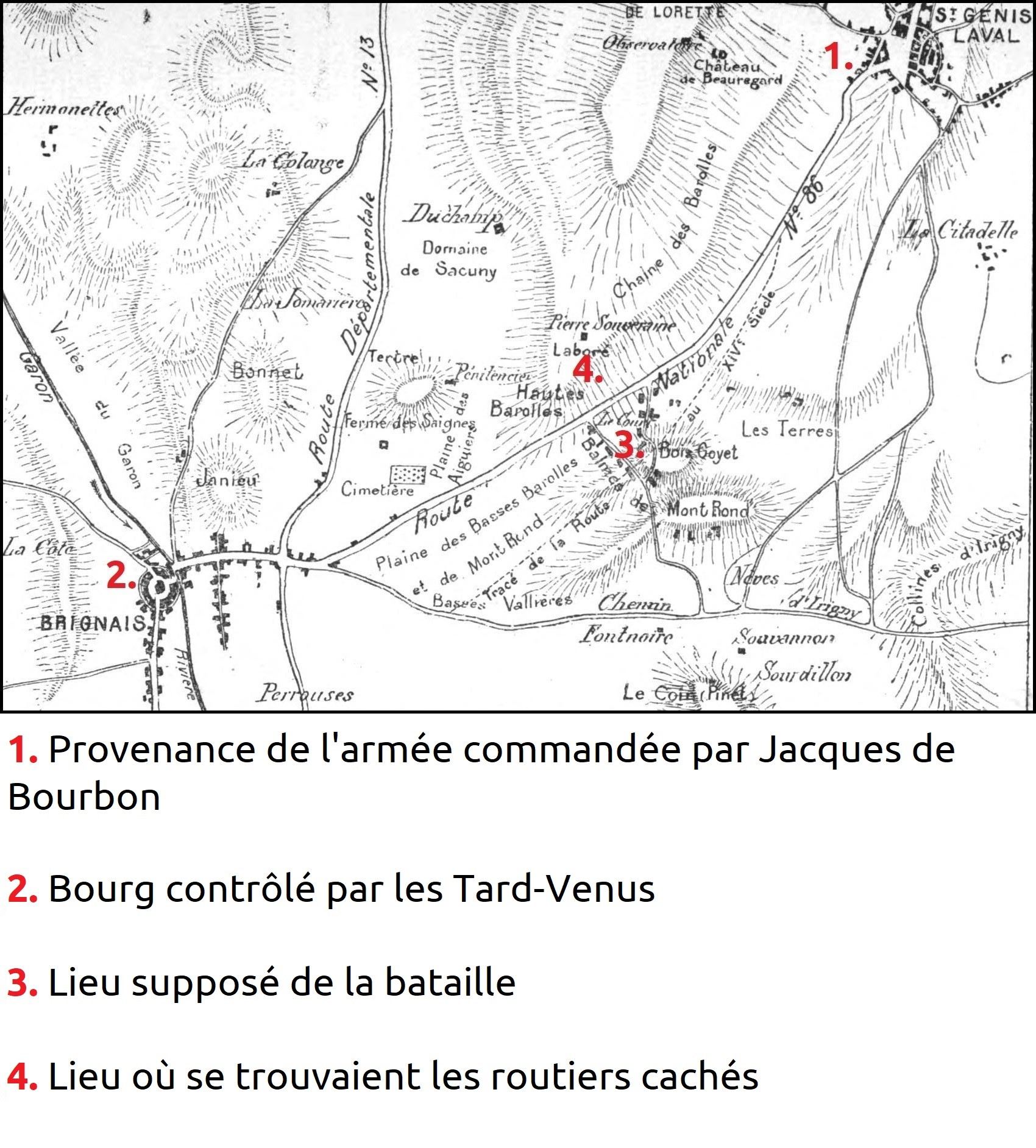
Mapa del escenario de la Batalla de Brignais según información de Froissart

Según Jean Froissart, los routiers, bajo la dirección de Seguin de Badefol, se habrían separado en dos grupos: el primer grupo en la carretera que une Saint-Genis-Laval con Brignais (alrededor de Bois Goyet según Denis Sauvage), y el segundo escondido en las alturas de una colina vecina. El ejército real, al no tener exploradores efectivos que les informaran de las posiciones enemigas, atacó de frente al grupo mercenario visible. Encontró una fuerte resistencia y fue rechazada dos veces. Fue entonces cuando los routiers ocultos salieron y tomaron al ejército real con pinzas. La victoria fue total.
Allí murieron varios nobles, entre ellos Jaime de Borbón y Luis de Albon, conde de Forez. Además, muchos señores fueron capturados.

## Consecuencias
Los routiers se contentaron con rescatar a los prisioneros y no atacaron Lyon.
La derrota del ejército real provocó un nuevo pánico en el reino. Sin embargo, la unidad de los mercenarios no duró mucho y el rey de Francia organizó campañas hasta en España y Hungría para deshacerse de ellos.